# Еньовче (село)
Ѐньовче е село в Южна България, община Ардино, област Кърджали.

## География
| Население по години | Население по години |
| ------------------- | ------------------- |
| 1975 г.             | 446 души            |
| 1985 г.             | 430 души            |
| 1992 г.             | 349 души            |
| 2001 г.             | 288 души            |
| 2011 г.             | 155 души            |
| 2019 г.             | 124 души            |

Село Еньовче се намира в източната част на Западните Родопи, на 15 – 20 km западно от границата им с Източните Родопи, на около 31 km запад-югозападно от град Кърджали, 11 km югозападно от град Ардино и 7 – 8 km север-северозападно от град Неделино. Разположено е на планински склон, предимно откъм лявата, северозападната страна на общинския път от село Оградна към село Жълтуша. Надморската височина при джамията в селото е около 710 m.
Югозападно край селото минава границата между областите Кърджали и Смолян.
През 1953 г. край Еньовче е открито оловно-цинково находище, но с много ниско метално съдържание, налагащо обогатяване на рудата.

## История
Село Еньовче е създадено чрез отделяне от село Жълтуша през 1968 г. на съставната му махала Енювче (Гергир дере).
Откритото оловно-цинково находище става определящо за социално-икономическото развитие на селото. Пет години след началото на експлоатацията на находището, рудник „Еньовче“ достига пълната си проектна мощност и дава 104763 тона руда годишно. За това време в селото са построени машинна работилница, компресорно отделение, жилищни блокове и Дом на културата с концертна зала и библиотека, както и открит плувен басейн.
В „златните години“ на рудника – от 1959 до 1988 г., са изкопани 3,7 млн. тона руда. Под земята са работели около 200 души, а общо служителите са наброявали към 500. Повече от половината жители на Еньовче са се трудели в рудника, а в извънработно време са работели по отглеждането на ориенталски тютюн. Освен тях, пристигнали са хора от цялата страна, привлечени както от високите заплати на миньорите, така и от обстоятелството, че всички заселници са ползвали придобивките по ПМС № 22 от 10 май 1982 г.. Жилищните блокове са били построени за придошлите хора.
След промените, последвали Десетоноемврийския пленум на ЦК на БКП от 1989 г., рудник „Еньовче“ е ликвидиран. Години след това се случва изоставени дълбоко под земята руднични галерии да се срутват – особено през дъждовните сезони, и да се предизвикват значителни деформации на повърхността.

## Население
Преброяване на населението през 2011 г.
Численост и дял на етническите групи според преброяването на населението през 2011 г.:
|                     | Численост | Дял (в %) |
| Общо                | 155       | 100,00    |
| Българи             | 145       | 93,54     |
| Турци               | 0         | 0,00      |
| Цигани              | 0         | 0,00      |
| Други               | 0         | 0,00      |
| Не се самоопределят | 0         | 0,00      |
| Неотговорили        | 8         | 5,16      |

## Обществени институции
Село Еньовче към 2020 г. е център на кметство Еньовче.
В селото има джамия.